# Слобода (албум)
Слобода је пети студијски албум српске музичке групе E-Play. Албум је објављен 26. априла 2018. године за издавачку кућу Long Play, а првобитно је био доступан у дигиталном формату и на компакт-диску. Издање на грамофонској плочи појавило се 16. јуна 2020. године.

## Списак песама
| №               | Назив                      | Аутор(и)                               | Трајање |  |
| 1.              | Срешћемо се неки други пут | М. Цветковић (т, м, а)                 | 4:24    |  |
| 2.              | Да будемо само добро       | М. Цветковић (т, м, а)                 | 3:33    |  |
| 3.              | Пристаниште                | М. Цветковић (т, м, а) · Г. Љубоја (а) | 4:23    |  |
| 4.              | Шамарчина                  | М. Цветковић (т, м, а)                 | 3:16    |  |
| 5.              | Јапан                      | М. Цветковић (т, м, а) · Г. Љубоја (а) | 4:23    |  |
| 6.              | Слобода                    | М. Цветковић (т, м, а)                 | 4:08    |  |
| 7.              | Узми ми све                | М. Цветковић (т, м, а)                 | 2:56    |  |
| Укупно трајање: | Укупно трајање:            | Укупно трајање:                        | 27:03   |  |

- [1][2]

## Музичари
- :
  - Маја Цветковић — вокал, бас-гитара
  - Немања Велимировић — гитара (цео албум), пратећи вокали (1, 2, 3, 4, 5)
  - Горан Љубоја Трут — бубањ
  - Кристина Јовановић — пратећи вокали (1, 3, 4, 5, 6)[1][2]
- Гости:
  - Војислав Аралица — пратећи вокали (2, 4), клавијатуре
  - Милана Поповић — пратећи вокали (2, 3, 5, 6)[1][2]

## Остале заслуге
- Војислав Аралица — продуцент
- Сања Ђуричић — тонски сниматељ
- Данило Матаруга — фотографија на омоту
- Небојша Бабић — фотографија групе
- Душан Мајкић — дизајн омота[1][2]

## Рецензије
| Медиј        | Аутор рецензије    | Оцена         | Изв.  |
| ------------ | ------------------ | ------------- | ----- |
| Равно до дна | Зоран Стајчић      | 8/10 звездица | [ 3 ] |
| Трећи свијет | Александар Сараџић | —             | [ 4 ] |
| Прис         | Мајк Станковић     | —             | [ 5 ] |